# Bausen
Bausen è un comune spagnolo di 53 abitanti situato nella Val d'Aran, nella comunità autonoma della Catalogna.